# Shalom Pula
Shalom Pula je hrvatski vokalno-instrumentalni glazbeni sastav koji izvodi duhovnu glazbu. Još od 9. listopada 1988. redovito animira Misu za mlade u crkvi sv. Antuna, koja se slavila nedjeljom s početkom u 11 i 30, a od 1991. godine u 12 sati. Osim tijekom obreda, povremeno su aktivni na koncertima i festivalima izvan crkve, a izvode i brojne autorske pjesme.

## Povijest
Misu za mlade je uveo fra Ante Mrvelj, koji je ujedno i osnivač i imenovatelj tada novog vokalno-instrumentalnog sastava 'Shalom'. Prvi članovi sastava bili su Snježana Rajčević (Demarin) - vokal i klavijature, Kornelija Miljas (Benazić) - vokal, violina, Božidar Grgić - ritam gitara, Božidar Kokić - solo gitara i Ivica Matoković - bas gitara.
Za potrebe nastupa i na određene periode, pripomagali su i uskakali Bruno Krajcar, Klaudio Krajcar, Robert Rosanda, Tony Cetinski, Vjekoslav Rojnić, Krešo Matoković i drugi. Shalom je nastupao na festivalu duhovnih šansona u Rijeci 1989., Zagrebu 1989. i 1990, a tijekom 1989. snimili su i audio kazetu "Još više sunca" u studiju Radio Pule pod izdavaštvom Kršćanske sadašnjosti.

Od 1991. godine sastavu se pridružuje Patricio Valenta, koji je do tada bio tehnički pomoćnik. Iduće godine održan je i dobrotvorni koncert "Prijateljima u nevolji" u Istarskom narodnom kazalištu Pula, a gostovali su članovi grupe "In Vino Veritas", "Lilihip", Bruno Krajcar i na bubnjevima Nikica Duraković. Tada i snimaju pjesmu "Ne plači, Dobri" na glazbu Brune Krajcara i tekst sestre Anke Dobričević koja izlazi na albumu "Istra za mir - Vratite nam osmijeh" s antiratnom tematikom. S istom pjesmom su nastupali u Istarskom narodnom kazalištu i u Domu hrvatskih branitelja na istoimenom domoljubnom koncertu. U Zagrebu su 1993. godine sudjelovali na smotri duhovnih sastava, a 1995. na susretu mladih u Areni u Puli kada se sastavu pridružuje i Ivona Miljas (Fabris) kao privremena, a kasnije i stalna članica. Iste godine tri članice sastava (Snježana Demarin, Ivona Fabris i Kornelija Benazić) snimaju božićnu pjesmu 'Bijeli Božić' uz jazz aranžman i pratnju Davora Lorkovića na klaviru, za koju je HRT snimio i spot. U pulskoj Areni sastav je nastupio i tijekom Euharistijskog kongresa 2000. godine.
Iste godine snimaju pet novih autorskih pjesama u radio Puli, kad im se pridružuju i Oriana Rosezin, Sanja Banković, Bogdan Fabris, Denis Macan, te na bubnjevima, po potrebi, Loris Zupanc.
'Shalom' je 2000. godine sudjelovao na Susretu hrvatske katoličke mladeži u Rijeci na Trsatu, a iste su godine, kao i 2002., gostovali u Vodnjanu na dječjem duhovnom festivalu "Iskrice". Na Uskrsfestu su sudjelovali tri puta: 1999. (Žedan kamen), 2001. (Mi imamo Oca), te 2003. (Podaj svijetu radost, Gospode). Dana 23. lipnja 2001. grupa 'Shalom' dobiva zahvalnicu za doprinos u organizaciji državnog natjecanja 'Vjeronaučna olimpijada Malog Koncila' od ministarstva prosvjete i športa RH. 9. prosinca 2003. gostuju u Pićnu na Božićnom koncertu za obnovu Barunove palače. Godine 2008. snimljen je i album s božićnim pjesmama uživo s mise.
I dalje redovito tijekom svake školske godine animiraju nedjeljnu Misu za mlade u crkvi sv. Antuna u Puli, te po potrebi i na poziv sviraju duhovne pjesme na vjenčanjima. U novije vrijeme kao stalni članovi pridružile su se i vokalne solistice Adriana Belli (2010.) i Ana Brajković (2015.), te Davor Demarin (2014.) na cajonu koji je zamijenio dotadašnju ritam mašinu. Bubnjeve koriste po potrebi prilikom nastupa izvan crkve. Sastav izvodi i svoje originalne autorske pjesme, skladatelja Brune Krajcara, Ivone Fabris, Snježane Demarin. Luke Demarina i Ane Brajković.

## Članovi

### Trenutni članovi
- Snježana (Rajčević) Demarin (1988.-danas) - vokal, klavijature
- Božidar Grgić (1988.-danas) - ritam gitara
- Patricio Valenta (1991.-danas) - ton majstor, bas gitara
- Oriana (Rosezin) Šimunović (2000.-danas) - vokal
- Sanja Banković (2000.-danas) - vokal
- Adriana Belli (2010.-danas) - vokal
- Davor Demarin (2014.-danas) - cajon
- Ana Brajković (2015.-danas) - vokal

### Bivši članovi
- Božidar Kokić (1988. – 1993.) - solo gitara
- Kornelija (Miljas) Benazić (1988. – 2001.) - vokal, violina
- Bogdan Fabris (2000. – 2010.) - klavijature, vokal
- Ivona (Miljas) Fabris (1995. – 2010.) - vokal

### Povremeni i bivši povremeni članovi:
- Ivica Matoković - bas gitara
- Bruno Krajcar - klavijature, bas gitara, vokal
- Robert Rosanda  - klavijature, saksofon
- Tony Cetinski  - bubnjevi
- Vjekoslav Rojnić - električna gitara
- Krešo Matoković  - bas gitara
- Klaudio Krajcar - gitara
- Nikica Duraković - bubnjevi
- Denis Macan - solo gitara
- Loris Zupanc - bubnjevi
- Vedran Vojnić - bubnjevi

## Album 'Još više sunca' (1990.)
Popis pjesama:
1. Idoli (I. Opačak – A. Milovan)
2. Još više sunca (B. Kokić – D. Načinović)
3. Mi imamo Oca (B. Krajcar – A. Milovan)
4. Grad na gori (D. Načinović – D. Načinović)
5. Nasmiješi se (B. Krajcar – B. Krajcar)
6. Žedan kamen (I. Opačak – M. Filipović)
7. Božji Sin (crnačka duhovna – K. Miljas)
8. Na putu (K. Miljas – A. Milovan – R. Rosanda)
9. O, bijela radosti moja (J. Čenić – A. Petričević)
10. Šapći mi priču (J. Čenić – A. Petričević)

Izvođači:
- Snježana Rajčević – vokalni solist, klavijature
- Kornelija Miljas – vokalni solist, violina
- Božidar Kokić – prateći vokal, solo gitara
- Božidar Grgić – prateći vokal, ritam gitara
- Bruno Krajcar – prateći vokal, klavijature, bas-gitara
- Ivica Matković – bas gitara

Aranžmani:
- Josip Čenić, Bruno Krajcar, Marko Majkovica, Kornelija Miljas, Daniel Načinović, Snježana Rajčević

Izdavač: Kršćanska Sadašnjost, Zagreb (1990.)
Urednik: Miljenko Dörr
Producent: Ante Mrvelj
Ton majstori: R. Mihovilović i D. Heraković

## Album 'Shalom' (2000.)
Popis pjesama:
1. Dođi, Isuse (Snježana Demarin / Snježana Demarin / Bogdan Fabris)
2. Kako lijep je ovaj dan (Ivona Fabris / Ivona Fabris / Bogdan Fabris)
3. Mi imamo Oca (Bruno Krajcar / Antun Milovan / Bogdan Fabris)
4. Areni za radost (Bruno Krajcar / Antun Milovan / Bogdan Fabris)
5. Podaj svijetu radost (Snježana Demarin / Daniel Načinović / Bogdan Fabris)

Izvođači:
- Snježana Demarin - vokal
- Kornelija Benazić - vokal
- Orijana Rosezin, Sanja Banković, Patricio Valenta, Božidar Grgić - prateći vokali
- Bogdan Fabirs - klavijature
- Denis Macan - solo gitara
- Patricio Valenta - bas gitara
- Loris Zupanc - bubnjevi

Album je sniman u radio Pule i izdan u vlastitoj naknadi.

## Autorske skladbe
- U smiraj dana - Bruno Krajcar / Antun Millovan
- Mi imamo Oca - Bruno Krajcar / Antun Milovan / Bogdan Fabris
- Ne plači, Dobri - Bruno Krajcar
- Dođi, Isuse (1998.) - Snježana Demarin / Snježana Cindrić / Bogdan Fabris
- Podaj svijetu radost (1999.) - Snježana Demarin / Daniel Načinović
- Uskrsnu Isus doista (2000.) - Snježana Demarin / Tradicionalni tekst
- Sveti Ante (2001.) - Snježana Demarin / Tradicionalni tekst
- Budi tu (2002.) - Snježana Demarin / Snježana Demarin
- Čuvaj me - Ivona Fabris
- Kako lijep je ovaj dan - Ivona Fabris
- Hvala ti - Ivona Fabris
- U patnjama i suzama - Ivona Fabris
- Odvedi me - Ivona Fabris
- Gospodin je pastir moj (2017.) - Luka Demarin / Psalam
- U hostiji kriješ se Ti - Ana Brajković
- Povratak - Josip Čenić / Anka Petričević

- Misa (Bruno Krajcar, 1989.) - Gospodine, Svet, Jaganjče Božji
- Misa (Luka Demarin, 2017.) - Gospodine, Svet, Jaganjče Božji, Aleluja

## Vanjske poveznice
Shalom Pula - YouTube
Shalom Pula - Facebook